# Riu Cares
El riu Cares és un riu curt de muntanya del nord d'Espanya, que discorre per les províncies de Lleó i Astúries i és afluent del riu Deva, un riu que desemboca al mar Cantàbric formant la ria de Tina Mayor, que constitueix la frontera natural entre Astúries i Cantàbria. Forma un espectacular congost per on passa la concorreguda Ruta del Cares. Compta amb dues preses (la central elèctrica de Camarmeña i la de Poncebos) i és conegut pels seus salmons.
- Afluents principals: riu Bulnes, riu Duje i riu Casaño
- Poblacions que travessa: Posada de Valdeón i Caín a Lleó; Poncebos i Arenas de Cabrales a Astúries.

## Vegeu també

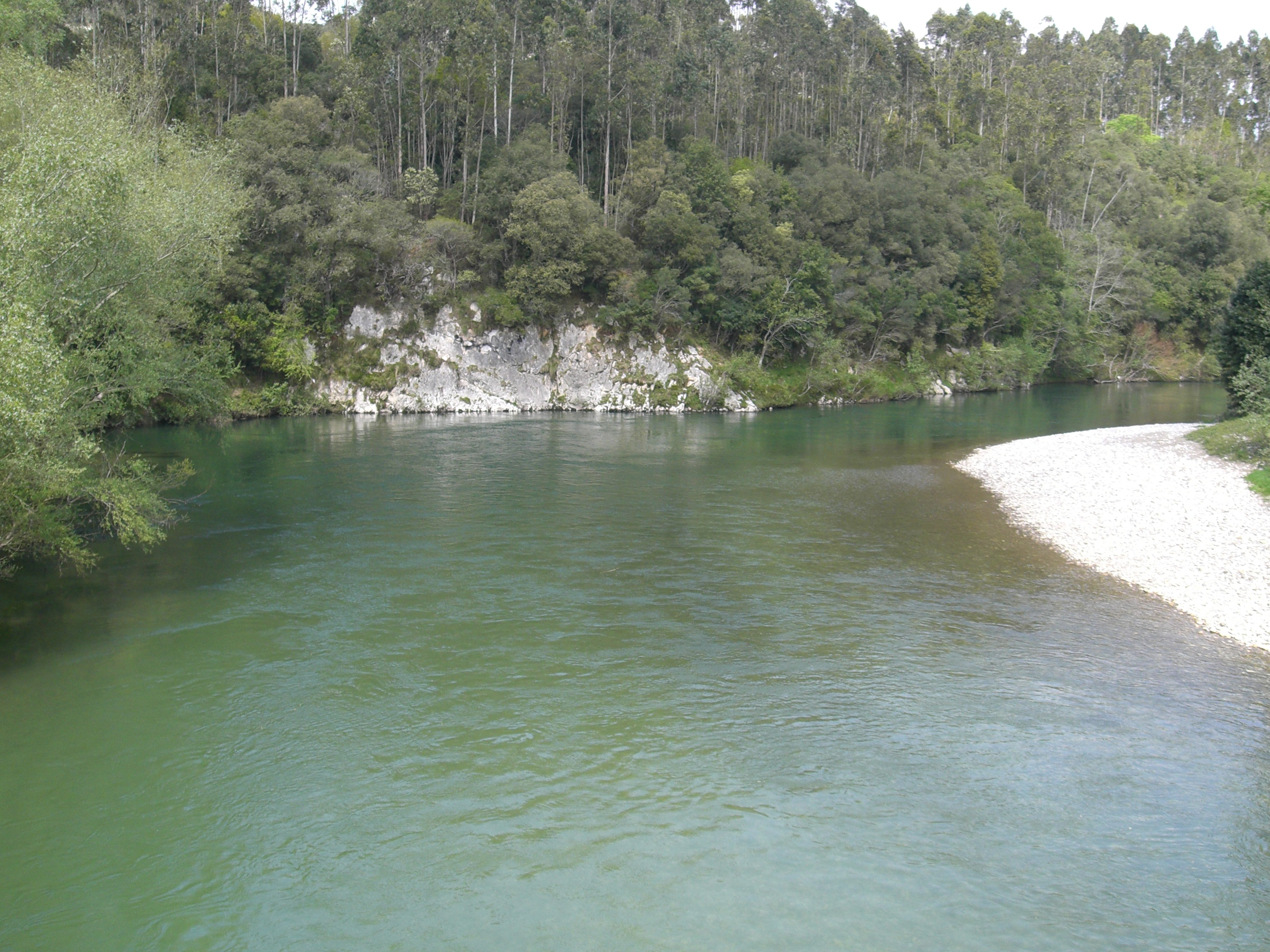
El riu Deva, al qual el Cares aporta les seves aigües.